# Unione Sportiva Lecce 1972-1973
Questa voce raccoglie le informazioni riguardanti l'Unione Sportiva Lecce nelle competizioni ufficiali della stagione 1972-1973.

## Divise
| Casa | Alternativa | Trasferta |

## Rosa
| N. |                   | Ruolo | Calciatore         |
| -- | ----------------- | ----- | ------------------ |
|    | Italia (bandiera) | P     | Giuseppe Ferretti  |
|    | Italia (bandiera) | P     | Marcello Trevisan  |
|    | Italia (bandiera) | P     | Franco Miloro      |
|    | Italia (bandiera) | D     | Michele Lorusso    |
|    | Italia (bandiera) | D     | Franco Mamilovich  |
|    | Italia (bandiera) | D     | Claudio Vellani    |
|    | Italia (bandiera) | D     | Salvatore Di Somma |
|    | Italia (bandiera) | D     | Antonio Tornese    |
|    | Italia (bandiera) | C     | Angelo Cesana      |
|    | Italia (bandiera) | C     | Giuseppe Materazzi |

| N. |                   | Ruolo | Calciatore             |
| -- | ----------------- | ----- | ---------------------- |
|    | Italia (bandiera) | C     | Francisco De Mecenas   |
|    | Italia (bandiera) | C     | Angelo Desio           |
|    | Italia (bandiera) | C     | Piero Giagnoni         |
|    | Italia (bandiera) | C     | Giuliano Fortunato     |
|    | Italia (bandiera) | C     | Bianchi                |
|    | Italia (bandiera) | A     | Rino Mellina           |
|    | Italia (bandiera) | A     | Ennio Fiaschi          |
|    | Italia (bandiera) | A     | Giovanni Carlo Ferrari |
|    | Italia (bandiera) | A     | Angelo Carella         |

## Fonte
- La stagione 1972/1973, su wlecce.it.